# Juan de Sanct Martín
Juan de Sanct Martín, también conocido como Juan de San Martín fue un conquistador español que llegó al continente americano con la expedición de Rodrigo de Bastidas. Estuvo junto a este en la fundación de la ciudad de Santa Marta en el año de 1525; posteriormente le fue encargada la misión de acompañar al licenciado Gonzalo Jiménez de Quesada en la expedición hacia los territorios al sur de la provincia de Santa Marta en el año de 1536, lo que propició la conquista del Nuevo Reino de Granada y el descubrimiento de gran parte de la actual República de Colombia hasta la fundación de la ciudad de Santafé de Bogotá en 1539 y otras más donde participó activamente. También se le recuerda como el primer explorador de los Llanos orientales, a los cuales luego le dieron su nombre.

## Origen
En la obra El carnero, escrita por Juan Rodríguez Freyle a comienzos de la colonia, San Martín aparece reseñado en la lista de soldados de Quesada, con esta observación:

El capitán Juan de San Martín, persona valerosa; hay memoria de él porque paró en este Reino, y dejó memoria.
El carnero, Juan Rodríguez Freyle

El escritor Darío Achury Valenzuela proporciona importante información en las páginas 64 a 99 del prólogo del El Carnero: «...burgalés complido»

## Expedición en busca deEl Dorado
En 1536 Jiménez de Quesada fue comisionado por el adelantado de Canarias don Pedro Fernández de Lugo para encabezar una expedición que explorase el territorio al sur de la provincia de Santa Marta. Quesada partió en compañía de su hermano Hernán Pérez de Quesada, '''Juan de San Martín''', Gonzalo Suárez Rendón (como capitán de caballería), Juan del Junco (como segundo al mando), Lázaro Fonte, Jerónimo de la Inza y 800 españoles más.
Por la Relación que dirigió a la Corona junto con el capitán Antonio de Lebrija, en la cual relataba la conquista de la Nueva Granada y las noticias de los cronistas se sabe que en septiembre del año siguiente San Martín se había internado en el altiplano cundiboyacense, descubrió el Valle de Iraca, en donde los indios chibchas tenían su sede religiosa y principal edificio del culto solar: el Templo del Sol en la actual ciudad de Sogamoso.
San Martín fue uno de los pocos conquistadores que reconocieron el carácter pacífico de los indígenas andinos. El cronista Fernández de Oviedo sostiene:

No obstante que los soldados Sanct Martín y Lebrija argumentaron que las gentes de la Nueva Granada eran: ...gente que quiere paz y no guerra, porque aunque son muchos, son de pocas armas y no ofensivas
Fernández de Oviedo

y, en repetidas ocasiones pretendieron diferenciarlos de feroces vecinos, la guerra siempre se dijo ancestral.

Los primeros informes dicen que los muiscas guarnecían sus fronteras con gente de guerra, y aunque estaban los unos en la tierra de los otros1, eran hostigados por naciones "bárbaras", de lengua y costumbres distintas, como los panches, muzos, laches y colimas.
Fernández de Oviedo

Tras el incendio involuntario del Templo del Sol, por soldados de Quesada, Sanct Martín desaparece de la escena histórica, aventurándose que fue uno de los primeros conquistadores españoles que recorrieron los llanos del Meta, a los cuales se les daría el nombre de Llanos de San Martín.

## San Martín en Santafé
Un año después de fundada la ciudad de Santafé de Bogotá (1538):

Jiménez de Quesada y los señores Fernando de Ayuso, Juan de Arévalo, Juan de San Martín, Antonio de Irazábal Valenzuela, Lázaro Fonte, Juan de Céspedes, Hernán Venegas, Pedro de Colmenares y Hernando Rojas, suplicaron al Rey que hiciera a su costa un hospital en Santafé señalándole una renta para su sostenimiento.
(...) En la primera entrada que se intentó contra los panches, Albarracín compartió la brega con los capitanes Céspedes y San Martín...
Rodríguez Freyle, op. cit.